# Bitwa pod Klepaczami
Bitwa pod Klepaczami – walki 2 Dywizji Litewsko-Białoruskiej z oddziałami III Korpusu Kawalerii Gaja w czasie lipcowej ofensywy Frontu Zachodniego Michaiła Tuchaczewskiego w okresie wojny polsko-bolszewickiej.

## Położenie wojsk przed bitwą
W pierwszej dekadzie lipca przełamany został front polski nad Autą, a wojska Frontu Północno-Wschodniego gen. Stanisława Szeptyckiego cofały się pod naporem ofensywy Michaiła Tuchaczewskiego.
Naczelne Dowództwo nakazało powstrzymanie wojsk sowieckiego Frontu Zachodniego na linii dawnych okopów niemieckich z okresu I wojny światowej.
Ściągnięta z polsko-litewskiej linii demarkacyjnej, 2 Dywizja Litewsko-Białoruska gen. Aleksandra Boruszczaka obsadzała rubież obrony Skajtaszyle – Korkożyszki – Dubinki. 
12 i 13 lipca oddziały 3 Korpusu Kawalerii odrzuciły piechotę polską pod Korkożyszkami i Podbrodziem i 14 lipca kawaleria Gaja ruszyła na Wilno. Po ciężkich walkach Sowieci zdobyli miasto, a wieczorem polskie oddziały rozpoczęły wycofanie w kierunku Landwarowa i dalej wzdłuż toru kolejowego Wilno – Grodno.

## Walczące wojska
| Jednostka                     | Dowódca                    | Podporządkowanie     |
| Wojsko Polskie                |                            |                      |
| 2 Dywizja Litewsko-Białoruska | gen. Aleksander Boruszczak | Front Północny       |
| ⇒ Lidzki pułk strzelców       | ppłk Witold Hupert         | 2 D L-B              |
| ⇒ pułk kawalerii Obrony Wilna | rtm. Władysław Dąbrowski   |                      |
| pociąg pancerny „Mściciel”    |                            |                      |
| Armia Czerwona                |                            |                      |
| 15 Dywizja Kawalerii          | Aleksandr Matuzienko       | III Korpus Kawalerii |

## Walki pod Klepaczami
Po przegranej bitwie o Wilno zdezorganizowane oddziały 2 Dywizji Litewsko-Białoruskiej w dużym nieładzie wycofywały się wzdłuż linii kolejowej Wilno - Grodno. Osłonę zapewniał sformowany z ochotników pułk kawalerii Obrony Wilna rtm. Władysława Dąbrowskiego. Za kolumną wojsk polskich maszerowały w pościgu oddziały 3 Korpusu Kawalerii Gaja Gaja. Przed Klepaczami, na pozycjach po wschodniej stronic strumyka Giełuże, zagrodził im drogę Lidzki pułk strzelców ppłk. Witolda Huperta. II batalion obsadził odcinek od traktu Wilno – Orany do toru kolejowego wyłącznie, I batalion odcinek na północ od Klepacz, okrakiem na torze kolejowym. Kompania techniczna ubezpieczała prawe skrzydło pułku, zajmując stanowiska w lesie. Dowództwo pułku i odwód (dwie kompanie III batalionu) rozmieszczone zostały na południowy zachód od Klepacz. Obronę polskiej piechoty wspierał pociąg pancerny „Mściciel”, a jej lewe skrzydło osłaniał ochotniczy szwadron ułanów rtm. Władysława Dąbrowskiego.
Wczesnym popołudniem 16 lipca na pozycje Lidzkiego pułku uderzyła spieszona sowiecka kawaleria, wspierana przez dwie baterie artylerii. 
Po walce ogniowej na odcinku II batalionu, nieprzyjaciel wdarł się w pozycje pierwszej linii. Wówczas dowódca II batalionu porucznik Józef Wolski osobiście wyprowadził kontratak 6 kompanią i odrzucił w uderzeniu „na bagnety” nieprzyjaciela na odległość około kilometra. W walce wręcz odznaczył się podporucznik Tomasz Zalewski, który prowadząc lewe skrzydło kompanii, pierwszy starł się z wrogiem. Około 15.00 przeciwnik zaprzestał natarcia czołowego i zaczął obchodzić lewe skrzydło polskich pozycji obronnych na odcinku I batalionu i odwodu pułku. W wyniku zagrożenia okrążeniem, ppłk Hupert nakazał odwrót na Orany. Odwrót osłaniała 5 kompania porucznika Daukszy.

## Bilans walk
Pod Klepaczami Lidzki pułk strzelców  stracił około 60 żołnierzy, a straty nieprzyjaciela oceniono na około 100 żołnierzy.